# Rohana Ruwan Well Don
Well Don Rohana Dinesh Ruwan Thilaka (* 27. September 1984 in Gampola) ist ein sri-lankischer Fußballspieler.

## Verein
Der Abwehrspieler spielt bei Saunders SC.

## Nationalmannschaft
Er ist zudem Mitglied der sri-lankischen Fußballnationalmannschaft und gehörte zur zweitplatzierten Auswahl seines Heimatlandes beim AFC Challenge Cup 2006. Auch bei den beiden Turnieren 2008 und 2010 gehörte er dem sri-lankischen Kader an. Beim AFC Challenge Cup 2008 und beim AFC Challenge Cup 2010 trug er dabei jeweils die Rückennummer 4. In den Jahren 2006 bis 2011 absolvierte er insgesamt 32 Länderspiele, bei denen er dreimal ins gegnerische Tor traf.